# Fredensborg Stadion
Fredensborg Stadion er et fodboldstadion i Fredensborg som er hjemsted for en af byens fodboldklubber, Fredensborg BI.